# Autostrada AP-46 (Hiszpania)
Autostrada AP-46 (hiszp. Autopista AP-46), także Autopista del Guadalmedina – autostrada w Hiszpanii przebiegająca przez teren wspólnoty autonomicznej Andaluzja.
Autostrada rozpoczyna się w Villanueva de Cauche w gminie Antequera i przecina przełęcz Las Pedrizas i kończy na północno-wschodnich przedmieściach Malagi na węźle z drogą ekspresową . Droga stanowi alternatywę dla bezpłatnej drogi ekspresowej . Za przejazd autostradą pobierana jest opłata, a koncesjonariuszem jest GUADALCESA.